# Sivatagi dalnok
A sivatagi dalnok (Ashbyia lovensis) a madarak osztályának verébalakúak (Passeriformes) rendjébe és a mézevőfélék (Meliphagidae) családjába tartozó Ashbyia nem egyetlen faja.

## Rendszerezése
Besorolása vitatott, egyes rendszerezők az Epthianuridae családba sorolják.

## Előfordulása
Ausztrália déli részén honos.

## Megjelenése
Testhossza 11-14 centiméter, testtömege 14-20 gramm.

## Külső hivatkozások
- Képek az interneten a fajról
- Internet Bird Collection - videók a fajról